# Chiến dịch tấn công Bug
Chiến dịch tấn công Bug là một trong 3 chiến dịch quân sự do khối Liên minh Trung tâm tổ chức nhằm vào quân đội Nga vào cuối năm 1915 trên Mặt trận phía Đông của Chiến tranh thế giới thứ nhất. Từ phía bắc Galicia, chiến dịch được cụm tập đoàn quân Đức–Áo-Hung của thống chế August von Mackensen tiến hành từ ngày 29 tháng 6 cho đến ngày 30 tháng 9 trên một mặt trận rộng lớn giữa các sông Bug và Wisla. Kết thúc chiến dịch, liên quân Đức-Áo đạt được thắng lợi lớn và gây cho quân Nga tổn thất hết sức nặng nề, vượt cả trận Tannenberg.

## Bối cảnh
Sau khi cụm tập đoàn quân Đức–Áo-Hung dưới quyền thống chế August von Mackensen đoạt lại Lemberg và phần lớn Galicia trong chiến dịch tấn công Gorlice-Tarnów (2 tháng 5 – cuối tháng 6 năm 1915), một chỗ lồi của quân Nga đã được hình thành quanh Warszawa. Để thanh toán chỗ lồi này, đại tướng Erich von Falkenhayn – tổng tham mưu trưởng Đức quyết định hoãn lại kế hoạch thôn tính Serbia của mình trong khi tổng tham mưu trưởng quân đội Áo-Hung – đại tướng Franz Conrad von Hötzendorf gác lại các kế hoạch đánh phủ đầu Ý, nước vừa tuyên chiến với Áo-Hung vào ngày 23 tháng 5. Được sự chấp thuận của hoàng đế Wilhelm II, Falkenhayn hát lệnh cho Mackensen tràn quân lên phía bắc và đánh đến Brest-Litovsk. Đồng thời, tập đoàn quân số 12 Đức dưới quyền đại tướng Max von Gallwitz được lệnh đánh qua khu vực Mlava theo hướng đông nam và tiến thẳng về phía tây Warszawa. Trong khi các gọng kìm của Mackensen và Gallwitz hợp vây Ba Lan, tập đoàn quân Niemen do đại tướng Otto von Lauenstein sẽ phát động Chiến dịch tấn công Courland nhằm duy trì áp lực lên quân Nga trên mạn này.
Tại Galicia lúc bấy giờ, lực lượng của Mackensen bao gồm tập đoàn quân số 11 Đức do ông trực tiếp chỉ huy, tập đoàn quân Bug của Đức-Áo do đại tướng Alexander von Linsingen chỉ huy và tập đoàn quân số 4 Áo do đại công tước Joseph Ferdinand chỉ huy. Bên phải họ có 8 sư đoàn bộ binh và 3 sư đoàn kỵ binh của tập đoàn quân số 1 Áo (tướng Pulhallo), đã được các bộ chỉ huy khối Trung tâm đặt luôn vào tay Mackensen. Tổng cộng, Mackensen huy động được 33,5 sư đoàn bộ binh và 2 sư đoàn kỵ binh để tấn công 33 sư đoàn bộ binh và 6,5 sư đoàn kỵ binh các tập đoàn quân số 3, 8 và 13 Nga. Trong khi phần lớn lực lượng của họ là tân binh không có nhiều kinh nghiệm tác chiến, quân Nga bị thiếu hụt tiếp tế và không thể xây dựng một hệ thống chiến hào đủ vững chắc để ngăn chặn sức tiến công như vũ bão của Đức. Tuy vậy, bộ chỉ huy tối cao Nga (Stavka) tuyệt đối không cho phép tiến hành một cuộc rút lui chiến lược nào.

## Diễn biến
Sau khi đóng quân theo hướng sông Bug và sông Wisla vào ngày 29 tháng 6, Mackensen điều đại bác bắn phủ đầu quân Nga vào hôm sau. Đạn pháo Đức đã chụp lên những vị trí tiền tuyến dày đặc lính Nga và gây thương vong ghê gớm. Một số đơn vị Nga bị giảm xuống còn có 1 nửa hoặc 1/3 binh lực của mình. Tiếp theo đó, bộ binh Đức ào ạt xung phong và liên tiếp đánh thủng các tuyến phòng thủ được xây dựng vội vã của Nga. Mặc dù 4 quân đoàn của tập đoàn quân số 13 Nga đã chặn được 1 mũi tấn công của tập đoàn quân số 4 Áo-Hung gần Krasnik vào ngày 9 tháng 7, thắng lợi của khối Trung tâm ở các nơi khác đã buộc quân Nga phải rút chạy trên toàn tuyến. Vào ngày 18 tháng 7, quân Đức đục một lỗ thủng lớn vào phòng tuyến quân Nga tại Krasnostav và bắt được 15.000 lính Nga. Cùng với các đòn đánh của quân Đức tại Narev và Kurland trên mạn bắc, cuộc bại trận ở Krasnotav đã thúc ép bộ chỉ huy tối cao Nga rút bỏ Warszawa và pháo đài Ivanogrod trong tay quân Đức.
Do chiến dịch đòi hỏi một lượng tiếp tế khổng lồ mà không phải lúc nào cũng được vận chuyển bằng đường sắt, các chỉ huy khối Trung tâm chủ trương tiến công theo từng giai đoạn ngắn. Bằng hàng loạt đợt tấn công hạn chế, quân đội Đức-Áo đã giành được Lublin vào cuối tháng 7, Cholm (Chelm) vào ngày 1 tháng 8 và Brest-Litovsk vào ngày 26 tháng 8. Quân Nga phải tháo chạy đến tận vùng đầm lầy Pripet. Đến đây, do địa hình lầy lội trì hoãn các hoạt động vận tải và gây bệnh tật lan tràn trong hàng ngũ binh lính, chiến dịch bắt đầu chấm dứt và khối Trung tâm chuyển dần lực lượng sang Serbia, nơi họ dự định phát động một cuộc tấn công quy mô lớn dưới sự chỉ huy của Mackensen. Quân Áo chiếm được Lutsk vào ngày 31 tháng 8, nhưng vào ngày 22 tháng 9, tướng Aleksei Brusilov đem tập đoàn quân số 8 Nga đánh bọc sườn trái tập đoàn quân số 4 Áo, đoạt lại Lutsk và thêm 70.000 lính Áo vào danh sách tù binh của Nga. Một tuần sau, quân Đức tấn công Lutsk và quét sạch quân Nga khỏi đây. Tiền tuyến mới của Nga được thành lập cách Warszawa 354 km về mạn đông.